# Omar Hajjam
Omar Hajjam (perzijski: عمر خیام ’Omar-e Chayyām) (Nišapur, oko 1040. – Nišapur, 1123.) bio je perzijski astronom, matematičar i pjesnik

## Životopis
Djetinjstvo je proveo u gradu Balhi, studirajući kod šeika Muhameda Mansurija, najpoznatijeg učenjaka toga doba u Perziji.

## Hajjam matematičar
Za života je bio poznat kao vrstan matematičar, zaslužan za pronalaženje metoda za rješavanje kubnih jednadžbi presjecima parabole s kružnicom.

## Hajjam pjesnik
Hajjam je bio matematičar i astronom, no danas je najpoznatiji kao pjesnik rubaija, orijentalnih pjesama od četiri stiha sa srokovima aa ba.